# Barbara Giełczewska
Barbara Giełczewska (ur. między 1497 a 1499, zm. po 1536) – małżonka Sebastiana Sobieskiego.

## Życiorys
W 1516 roku poślubiła w Lublinie Sebastiana Sobieskiego, który przeniósł się z rodzinnego Sobieszyna i zamieszkał wraz z nią w Giełczickiej Woli (obecnie Sobieska Wola), w dolinie rzeki Giełczewki. 
Z małżeństwa Barbary i Sebastiana pochodziło czworo dzieci:
- Mikołaj – najstarszy syn żył dwadzieścia dwa lata i zmarł bezpotomnie[2],
- Stanisław – protoplasta szlacheckiej linii Sobieskich,ożenił się około 1548 roku z Katarzyną Oleśnicką, dając początek linii szlacheckiej, która dotrwała do naszych czasów[3]
- Jan – protoplasta królewskiej linii Sobieskich,
- Anna – żona Jana Gozdeckiego.

Wraz z mężem dała początek rodu Sobieskich herbu Janina, z której pochodził m.in. król Polski, Jan III Sobieski.